# Detlef Gromoll
Detlef Gromoll (13 mai 1938 - 31 mai 2008) est un mathématicien qui a travaillé en géométrie différentielle.

## Biographie
Gromoll est né à Berlin en 1938 et est un violoniste de formation classique. Après avoir vécu et fréquenté l'école à Rosdorf et obtenu son diplôme d'études secondaires à Bonn, il obtient son doctorat en mathématiques à l'Université de Bonn en 1964. Après des séjours dans plusieurs universités, il rejoint l'Université d'État de New York à Stony Brook en 1969.
Il épouse Suzan L. Lemay le 29 décembre 1971 et ils ont trois enfants ensemble : Hans Christian (également mathématicien), Heidi et Stefan, physicien et cofondateur de Scientific Media.